# مها بیرقدار
مَها بَیرَقدار الخال (۲۶ فوریهٔ ۱۹۴۷ – ۲۲ فوریه ۲۰۲۵) شاعر و نقاش سوری-لبنانی بود. در دمشق به دنیا آمد. در سال ۱۹۶۷ از مرکز هنرهای زیبا در دمشق فارغ‌التحصیل شد و سپس دیپلم مدیریت بازرگانی را از دانشکدهٔ عالی ترجمهٔ مونیخ آلمان در سال ۱۹۷۹ دریافت کرد. او در سال ۱۹۷۰ با یوسف الخال شاعر لبنانی ازدواج کرد و تابعیت لبنان را گرفت. در روزنامه‌نگاری به عنوان نویسنده فعالیت کرد و همچنین تهیه‌کننده و مجری برنامه‌های تلویزیونی و رادیویی در دمشق بود. ترانه‌های کودکانه و ترانه‌های دینی زیادی نوشت. در بسیاری از کنفرانس‌ها و جشنواره‌های شعر در کشورهای عربی شرکت کرد. او تعدادی نمایشگاه هنری انفرادی و گروهی برگزار کرد و همچنین بین سال‌های ۱۹۷۰–۱۹۷۵ گالری وان را به همراه همسرش مدیریت کرد.

## زندگی و پیشه
مها بیرقدار در ۲۶ فوریهٔ ۱۹۴۷ در دمشق به دنیا آمد. پدرش، سرهنگ دوم محمد خیر بیرقدار، مردی تحصیل‌کرده و به طراحی علاقه داشت و مادرش، نظمیّه الامین، استعدادی برای طراحی داشت. مها که دختر دوم بود، در خانواده‌ای با چهار فرزند بزرگ شد. خانواده‌اش به حکم شغل پدر، در اکثر روستاها و شهرهای سوریه نقل مکان کردند. در چهارده سالگی، اولین شعرهایش را نوشت و شروع به کشیدن خطوط بر روی دفتر سفید خود کرد که حاوی مجموعه بزرگی از نقاشی‌های کارت تبریک بود. مها تحصیلات ابتدایی خود را در مدرسهٔ خدیجه الکبری گذراند و گواهینامه ابتدایی را با درجهٔ ممتاز دریافت کرده است. سپس در مدرسهٔ السادسه در دمشق به تحصیل ادامه داد و گواهینامه بروفیه و کالوریا را با نمرات بسیار خوب اخذ کرد. در همین حین استعداد او در بازیگری و طراحی متبلور شد و او می‌خواست در رشتهٔ تئاتر تحصیل کند، اما این تمایل با مخالفت شدید خانواده‌اش مواجه شد، با توجه به اینکه او از یک خانواده قدیمی و محافظه‌کار سوری برمی‌آمد، به این معنی که دختران نمی‌توانستند شب‌ها بیرون از خانه بمانند.
در سال ۱۹۶۴ به مؤسسهٔ هنرهای زیبا در دمشق پیوست و در رشتهٔ نقاشی و مجسمه‌سازی تحصیل کرد و در سال ۱۹۶۷ موفق به اخذ دیپلم نقاشی با نمرهٔ بسیار خوب شد. در سال ۱۹۶۷ عنوان ملکهٔ زیبایی دمشق را به دست آورد و این تجربه‌ای است که معمولاً در مورد آن صحبت نمی‌کرد.او برای ادامهٔ درس‌های طراحی عازم آلمان شد، اما ورود او به آلمان برای شروع سال دانشگاهی در انستیتوی هنر دیر بود و همین امر او را به تغییر رشته و تحصیل در رشته مدیریت بازرگانی واداشت تا اینکه مدرکی از مؤسسهٔ عالی ترجمه و تجارت مونیخ در سال ۱۹۶۹ دریافت کرد. در همان سال بر اثر سکته قلبی، پدرش فوت کرد و او را مجبور کرد به سوریه بازگردد و در آنجا بماند. سپس وارد عرصهٔ کار رسانه‌ای شد و برنامهٔ شعری را در رادیو سوریه تهیه و ارائه کرد. سال‌ها بعد، در کنار امیلی نصرالله نویسنده، سونیا بیروتی روزنامه‌نگار و جمعی از نویسندگان در سردبیری مجلهٔ «فیروز» از انتشارات دارالصیاد شرکت کرد. بیرقدار در دههٔ ۱۹۶۰ در تهیه و ارائه برنامهٔ «شب، شعر و موسیقی» در رادیو دمشق کار کرد. او در بیش از هفتاد شب شعر، از جمله آنهایی که به میزبانی جشنواره «عشق» در لاذقیه برگزار شد، شرکت کرد. بین سالهای ۱۹۸۰ تا ۱۹۸۷ به عنوان نویسنده و تصویرگر در مجله «فیروز» در دارالصیاد کار کرد و در دههٔ ۱۹۹۰ برنامه‌های فرهنگی را در رادیو لبنان تهیه و ارائه کرد.
نبود پدر بر احساسات مها تأثیر گذاشت و تلاش او برای انتشار اولین مجموعه شعرش، نوعی جبران و مقابله با احساس فقدان بود. اشعار مختلفی که در زمان‌های مختلف سروده بود را جمع‌آوری کرد. او با دوست پدرش (که در زمینه چاپ زیاد می‌دانست) از دمشق به سمت به دفتر انتشارات دارالنهار در بیروت رفت. در آنجا با یوسف الخال شاعر (مدیر وقت انتشارات) آشنا شد و به جای انتشار اولین مجموعه شعر خود، آشنایی و آینده‌اش با یوسف الخال آغاز شد.پس از سه ماه مکاتبه‌ای که بین دمشق و بیروت به منظور هماهنگی چاپ دیوان انجام شد، یوسف الخال ازو خواست به بیروت بیاید. آن دو در سال ۱۹۷۰ در قبرس با چیرگی بر خشم خانواده، آداب و رسوم، تفاوت دینی و اختلاف سنی (۳۱ سال) به صورت مدنی ازدواج کردند.
آثار شعری او بر عشق، انسان، وطن و ترس متمرکز بود و اولین مجموعه شعر او «علف نمکی» (۱۹۸۷) و پس از آن «نسل عناصر» و سپس «سکوت» بود. نقاشی سهمی موازی با شعر در زندگی مها بایراکتار دارد. او به یک مکتب هنری خاص تعلق ندارد و سبک خاص خود را دارد. اولین نمایشگاه او در گالری ۱ در زقاق البلاط بود که مدیر و مالک آن همسرش یوسف الخال بود. در نوشتن آثار نمایشی و فیلمنامه نیز آثاری دارد.
در لبنان و جهان عرب مورد تجلیل قرار گرفت و جوایز و نشان‌های بسیاری دریافت کرد، از جمله مدال لیاقتی که توسط رئیس‌جمهور امیل لحود در سال ۲۰۰۴ به وی اعطا شد و سپر قدردانی از فرماندهی ارتش.
ماها بیرقدار در روز شنبه ۲۲ فوریه ۲۰۲۵ در غزیر درگذشت. دعای رحلت او در ۲۴ فوریه در کلیسای سیده حبشیه در غزیر برگزار شد.

## زندگی شخصی
مها بیرقدار در سال ۱۹۷۰ با یوسف الخال به صورت مدنی در قبرس ازدواج کرد پیش از آنکه ازدواج مدنی در لبنان شناخته شده باشد. یوسف الخال مسیحی از فرقهٔ پروتستان و خودش مسلمان سنی مذهب بود. هفده سال با همسرش زندگی کرد. حاصل ازدواج آنها دو فرزند بود که بازیگر شدند: وَرد (زادهٔ ۱۹۷۱) و یوسف الخال (زادهٔ ۱۹۷۳).بیرقدار که در مذهب اهل سنت و جماعت زاده و بزرگ شده بود، به مسیحیت گروید.با اینکه یوسف پروتستان بود، آنها دو فرزند خود را در کلیسای کاتولیک مارونی غسل تعمید دادند.

## آثار
- عُشبة الملح: ۱۹۸۷.
- جيل العناصر
- الصمت
- دواة الروح